# 유로윙스
유로윙스(영어: Eurowings GmbH)는 독일의 지역 항공사로 본사는 독일 뒤셀도르프에 위치해 있으며 1993년에 설립해 1994년에 취항했다. 허브 공항은 뒤셀도르프 국제공항이며 계열사는 루프트한자이다.

## 개요
이 회사는 1993년에 3개의 항공사의 합병으로 설립된 1994년 1월부터 운항을 시작했다. 또한 100% 출자한 자회사로 저먼윙스가 지분을 보유하고 있다. 현재 유로윙스는 독일의 지역 항공사이자 스타 얼라이언스의 제휴 회원사로 유럽 지역을 포함한 48개의 노선을 운항하고 있다. 이후 100% 출자를 하면서 독일의 저가 항공사인 저먼윙스 항공을 2002년 10월 27일에 설립했다. 2009년 1월 저먼윙스 항공과 함께 루프트한자에 인수 되었다.

## 운항 노선
- 2016년 10월 기준으로 유로윙스는 다음과 같은 노선을 운항하고 있다.

### 코드쉐어 협정
- 2016년 10월 기준으로 유로윙스와 코드쉐어 및 마일리지 공유를 실시 중인 항공사는 다음과 같다.
- 싱가포르 항공 (스타 얼라이언스)
- 유나이티드 항공 (스타 얼라이언스)

## 보유 기종

### 현재 보유 중인 기종
- 2012년 4월 기준으로 유로윙스는 다음과 같은 기종을 보유하고 있으며 평균 기령은 1.9년이다.[1][2]

## 같이 보기
- 루프트한자